# Катайский район
Катайский район — административно-территориальная единица (район) в Курганской области России. В рамках организации местного самоуправления в границах района существует муниципальное образование Катайский муниципальный округ (с 2004 до 2022 гг. — муниципальный район).
Административный центр — город Катайск.

## География

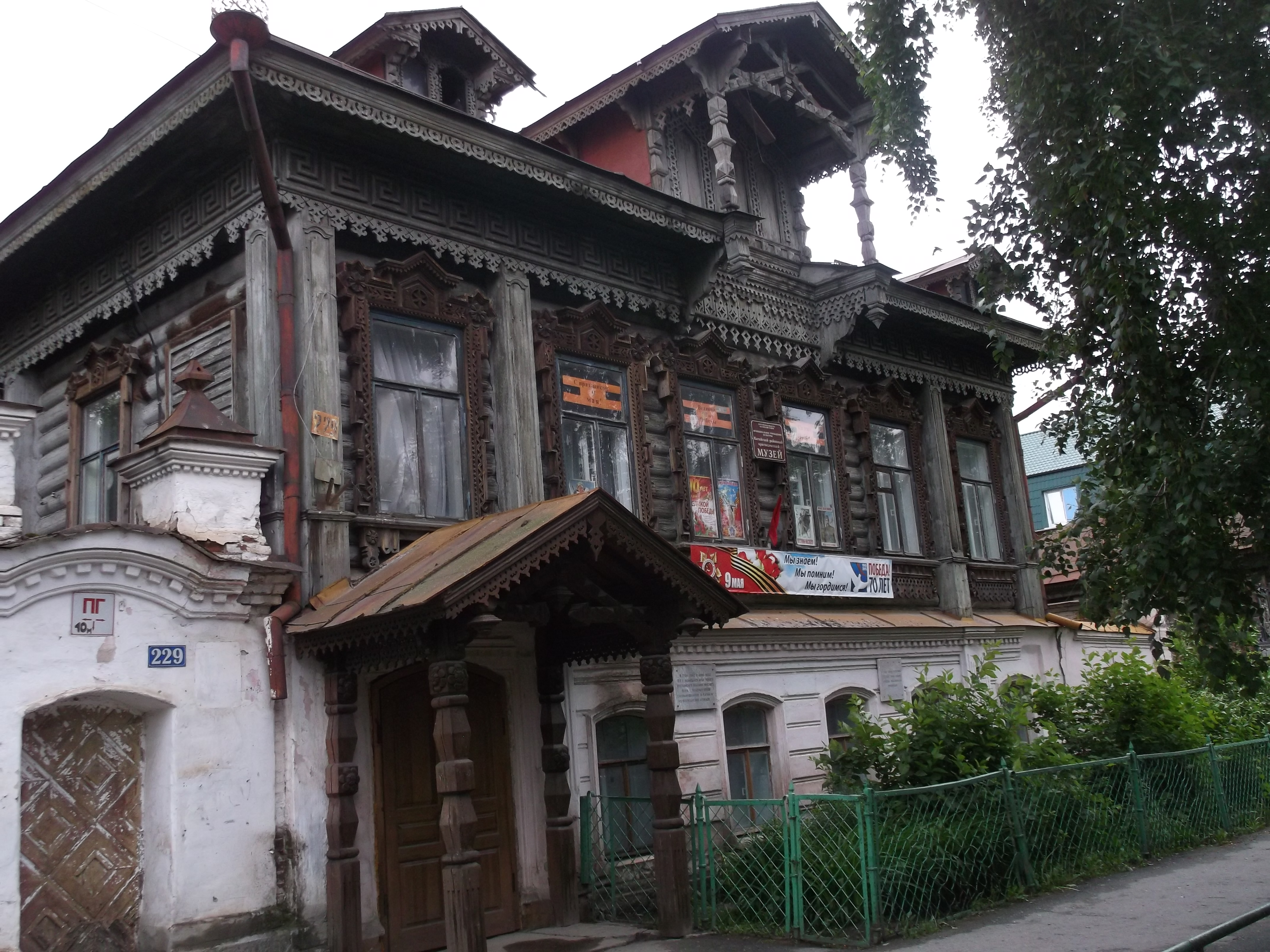
Катайский районный краеведческий музей

Район расположен на северо-западе области, на стыке со Свердловской и Челябинской областями. На севере он граничит с Камышловским районом; на северо-западе с Богдановичским районом; на западе — с Каменским районом Свердловской области; на юго-западе с Красноармейским районом Челябинской области; на востоке и юго-востоке — с Далматовским районом и на юге — с Щучанским районом Курганской области.

## История

### 1923—1963 гг.
На основании постановлений ВЦИК от 3 ноября и 12 ноября 1923 года в составе Шадринского округа Уральской области образован Катайский район с центром в с. Катайск из Катайской, Никитинской, Песковской, Петропавловской  и части Шутинской волостей Шадринского уезда Екатеринбургской губернии. В состав района вошло 16 сельсоветов: Большекасаргульский, Боровской, Булыгинский, Вавилоозерский (Озеровавиловский), Ильинский, Катайский, Корюковский, Крестовский, Никитинский, Песковский, Петропавловский, Троицкий, Улугушский, Ушаковский, Шутинский и Шутихинский.
Постановлением обл. Адм. комиссии по районированию от 9 ноября 1925 года образован Балинский сельсовет.
Постановлением Президиума Уралоблисполкома от 31 декабря 1925 года Крестовский сельсовет передан в Далматовский район.
Постановлением Президиума Уралоблисполкома от 28 июля 1926 года образован Черемисский сельсовет.
Постановлением ЦИК и СНК СССР от 23 июля 1930 года Шадринский округ упразднён с 1 октября 1930 года, район подчинён непосредственно области.
Постановлением ВЦИК от 10 июня 1931 года в район передана территория упразднённого Верхтеченского района: Басказыкский, Белоярский, Бугаевский, Верхнетеченский, Дубасовский, Казанцевский, Камышинский и Лобановский сельсоветы.
В 1931—1934 годах образован Анчуговский сельсовет.
Постановлением ВЦИК от 17 января 1934 года район включен в состав Челябинской области
Постановлением ВЦИК от 18 января 1935 года район разукрупнен: Анчуговский, Басказыкский, Бугаевский, Верхнетеченский, Казанцевский, Камышинский и Лобановский сельсоветы переданы в Уксянский район; Дубасовский сельсовет передан в Далматовский район; из Каменского района переданы Борисовский, Верхнеключевской, Водолазовский, Зырянский, Малогорбуновский (Горбуновский), Суворский и Таушкановский сельсоветы.
Постановлением Президиума Челябинского облисполкома от 8 февраля 1936 года Суворский сельсовет передан в Каменский район.
Указом Президиума Верховного Совета РСФСР от 27 августа 1939 года Таушкановский сельсовет передан в Каменский район.
Указом Президиума Верховного Совета СССР от 6 февраля 1943 года район включён в состав Курганской области.
Указом Президиума Верховного Совета РСФСР от 12 февраля 1944 года село Катайск преобразовано в город районного подчинения.
Указом Президиума Верховного Совета РСФСР от 14 июня 1954 года упразднены Балинский, Борисовский, Булыгинский, Водолазовский, Озеровавиловский и Черемисский сельсоветы.
Решением Курганского облисполкома от 27 марта 1961 года из Уксянского района передан Верхнетеченский сельсовет, образован Казанцевский сельсовет.
Решением Курганского облисполкома от 16 июня 1962 года упразднён Малогорбуновский сельсовет.
Указом Президиума Верховного Совета РСФСР от 1 февраля 1963 года район упразднён, его сельсоветы переданы в укрупненный Далматовский сельский район, город Катайск получил статус города областного подчинения.

### С 1965 года
Указом Президиума Верховного Совета РСФСР от 12 января 1965 года образован Катайский район с центром в г. Катайск. В состав района вошло 15 сельсоветов, переданных из Далматовского сельского района: Анчуговский, Большекасаргульский, Боровской, Верхнеключевской, Верхнепесковский, Зырянский, Ильинский, Корюковский, Лобановский, Никитинский, Петропавловский, Улугушский, Ушаковский, Шутинский и Шутихинский. Город Катайск преобразован в город районного подчинения.
Указом Президиума Верховного Совета РСФСР от 28 июня 1965 года Анчуговский сельсовет переименован в Верхнетеченский сельсовет.
Законом Курганской области от 6 июля 2004 года в рамках организации местного самоуправления в границах района был создан муниципальный район, в составе которого были выделены 16 муниципальных образований: 1 городское и 15 сельских поселений (сельсоветов).
Законом Курганской области от 29 сентября 2022 года № 63 в районе упразднены все сельсоветы, муниципальный район и входившие в его состав сельские поселения были преобразованы к 9 октября 2022 года в муниципальный округ.

## Население
| 1926    | 1939    | 1943    | 1959    | 1970    | 1979    |
| ------- | ------- | ------- | ------- | ------- | ------- |
| 42 808  | ↘34 888 | ↘34 200 | ↘30 364 | ↗34 202 | ↘31 754 |
| 1989    | 2002    | 2009    | 2010    | 2011    | 2012    |
| ↘31 720 | ↘28 099 | ↘25 760 | ↘23 991 | ↘23 883 | ↘23 290 |
| 2013    | 2014    | 2015    | 2016    | 2017    | 2018    |
| ↘22 775 | ↘22 430 | ↘22 104 | ↘21 902 | ↘21 590 | ↘21 399 |
| 2019    | 2020    | 2021    |         |         |         |
| ↘21 011 | ↘20 890 | ↘19 326 |         |         |         |

### Урбанизация
Городское население (город Катайск) составляет 61,48 % от всего населения района.

### Национальный состав
По результатам переписи населения 2010 года: русские — 91,8 %, казахи — 2,4 %, удмурты — 1,7 %

## Территориальное устройство
В рамках административно-территориального устройства, до 2022 года район делился на административно-территориальные единицы: 1 город районного подчинения и 12 сельсоветов.
В рамках муниципального устройства, до 2022 года в одноимённый муниципальный район входили 13 муниципальных образований, в том числе 1 городское поселение и 12 сельских поселений.
| №        | Муниципальное образование     | Административный центр     | Количество населённых пунктов | Население (чел.) | Площадь (км²) |
| -------- | ----------------------------- | -------------------------- | ----------------------------- | ---------------- | ------------- |
| 1e-06    | Городское поселение:          |                            |                               |                  |               |
| 1        | город Катайск                 | город Катайск              | 1                             | ↘11 881          | 145,50        |
| 1.000002 | Сельские поселения:           |                            |                               |                  |               |
| 2        | Большекасаргульский сельсовет | село Большое Касаргульское | 3                             | →181             | 150,62        |
| 3        | Боровской сельсовет           | село Боровское             | 2                             | ↗926             | 72,63         |
| 4        | Верхнеключевской сельсовет    | село Верхнеключевское      | 7                             | ↗1050            | 90,04         |
| 5        | Верхнепесковский сельсовет    | село Верхние Пески         | 2                             | ↘384             | 117,47        |
| 6        | Верхнетеченский сельсовет     | село Верхняя Теча          | 8                             | ↗989             | 283,18        |
| 6.000003 | Зырянский сельсовет           | село 3ырянка               | 5                             | ↘614             | 144,16        |
| 7        | Ильинский сельсовет           | село Ильинское             | 3                             | ↗1935            | 108,45        |
| 7.000004 | Корюковский сельсовет         | село Корюково              | 2                             | ↘310             | 221,90        |
| 7.000005 | Лобановский сельсовет         | село Лобаново              | 3                             | ↘217             | 175,84        |
| 8        | Никитинский сельсовет         | село Никитинское           | 7                             | ↘323             | 184,90        |
| 9        | Петропавловский сельсовет     | село Петропавловское       | 1                             | ↘442             | 115,27        |
| 10       | Улугушский сельсовет          | село Улугушское            | 3                             | ↘96              | 195,69        |
| 11       | Ушаковский сельсовет          | село Ушаковское            | 3                             | ↗1019            | 125,39        |
| 12       | Шутинский сельсовет           | село Шутино                | 4                             | ↘372             | 299,10        |
| 13       | Шутихинский сельсовет         | село Шутихинское           | 3                             | ↘806             | 241,66        |

Законом Курганской области от 6 июля 2004 года в рамках организации местного самоуправления в границах района был создан муниципальный район, в составе которого были выделены 16 муниципальных образований, в том числе 1 городское поселение (город) и 15 сельских поселений (сельсоветов).
Законом Курганской области от 20 сентября 2018 года, в состав Ушаковского сельсовета были включены два села упразднённого Корюковского сельсовета.
Законом Курганской области от 31 октября 2018 года, в состав Верхнеключевского сельсовета были включены все 5 населённых пунктов упразднённого Зырянского сельсовета.
Законом Курганской области от 31 октября 2018 года, в состав Верхнетеченского сельсовета были включены все 3 населённых пункта упразднённого Лобановского сельсовета.
Законом Курганской области от 29 сентября 2022 года муниципальный район и все входившие в его состав городское и сельские поселения были упразднены и преобразованы путём их объединения в муниципальный округ; помимо этого были упразднены и сельсоветы района как его административно-территориальные единицы.

## Населённые пункты
В Катайском районе (муниципальном округе) 49 населённых пунктов, в том числе один город и 48 сельских населённых пунктов.
| №  | Населённый пункт      | Тип     | Население | Бывшее муниципальное образование |
| -- | --------------------- | ------- | --------- | -------------------------------- |
| 1  | Анчугово              | деревня | ↘199      | Верхнетеченский сельсовет        |
| 2  | Балинское             | деревня | ↘49       | Улугушский сельсовет             |
| 3  | Басказык              | деревня | ↘55       | Верхнетеченский сельсовет        |
| 4  | Бисерова              | деревня | 155       | Шутихинский сельсовет            |
| 5  | Большая Горбунова     | деревня | ↗19       | Верхнеключевской сельсовет       |
| 6  | Большое Касаргульское | село    | ↘186      | Большекасаргульский сельсовет    |
| 7  | Борисова              | деревня | ↘269      | Верхнеключевской сельсовет       |
| 8  | Боровское             | село    | ↘720      | Боровской сельсовет              |
| 9  | Бугаево               | деревня | ↘122      | Шутихинский сельсовет            |
| 10 | Верхнеключевское      | село    | ↘568      | Верхнеключевской сельсовет       |
| 11 | Верхние Пески         | село    | ↘350      | Верхнепесковский сельсовет       |
| 12 | Верхняя Теча          | село    | ↘545      | Верхнетеченский сельсовет        |
| 13 | Водолазово            | деревня | ↘33       | Никитинский сельсовет            |
| 14 | Водолазово            | посёлок | ↘8        | Никитинский сельсовет            |
| 15 | Гравийный             | посёлок | ↘0        | Никитинский сельсовет            |
| 16 | Гусиное               | деревня | ↗230      | Боровской сельсовет              |
| 17 | Заречье               | посёлок | ↗150      | Ильинский сельсовет              |
| 18 | Зырянка               | село    | ↘177      | Верхнеключевской сельсовет       |
| 19 | Ильинское             | село    | ↘1757     | Ильинский сельсовет              |
| 20 | Ипатова               | деревня | ↘165      | Никитинский сельсовет            |
| 21 | Казанцева             | деревня | ↘163      | Верхнетеченский сельсовет        |
| 22 | Камышино              | деревня | ↘58       | Верхнетеченский сельсовет        |
| 23 | Катайск               | город   | ↘11 881   | город Катайск                    |
| 24 | Корюково              | село    | ↘340      | Ушаковский сельсовет             |
| 25 | Лесниковка            | деревня | ↘5        | Шутинский сельсовет              |
| 26 | Лобаново              | село    | ↘247      | Верхнетеченский сельсовет        |
| 27 | Лукина                | деревня | ↘145      | Шутинский сельсовет              |
| 28 | Малая Горбунова       | деревня | →8        | Никитинский сельсовет            |
| 29 | Марай                 | деревня | ↘167      | Верхнеключевской сельсовет       |
| 30 | Митькина              | деревня | ↘58       | Большекасаргульский сельсовет    |
| 31 | Никитинское           | село    | ↘146      | Никитинский сельсовет            |
| 32 | Новая Белоярка        | деревня | ↘12       | Верхнетеченский сельсовет        |
| 33 | Озеро-Вавилово        | деревня | ↘0        | Шутинский сельсовет              |
| 34 | Окатова               | деревня | →6        | Верхнеключевской сельсовет       |
| 35 | Оконечникова          | деревня | ↘88       | Ушаковский сельсовет             |
| 36 | Павлунина             | деревня | ↘10       | Большекасаргульский сельсовет    |
| 37 | Петропавловское       | село    | ↘442      | Петропавловский сельсовет        |
| 38 | Скилягино             | деревня | ↘8        | Верхнетеченский сельсовет        |
| 39 | Соколовка             | деревня | ↘32       | Улугушский сельсовет             |
| 40 | Улугушское            | село    | ↘80       | Улугушский сельсовет             |
| 41 | Ушаковское            | село    | ↗661      | Ушаковский сельсовет             |
| 42 | Черемисское           | деревня | ↘205      | Ильинский сельсовет              |
| 43 | Чернушка              | деревня | ↗20       | Верхнеключевской сельсовет       |
| 44 | Чуга                  | посёлок | ↘15       | Ушаковский сельсовет             |
| 45 | Чуга                  | деревня | ↘35       | Никитинский сельсовет            |
| 46 | Чусовая               | деревня | ↘115      | Верхнепесковский сельсовет       |
| 47 | Шевелева              | деревня | ↘86       | Ушаковский сельсовет             |
| 48 | Шутино                | село    | ↘336      | Шутинский сельсовет              |
| 49 | Шутихинское           | село    | ↘631      | Шутихинский сельсовет            |

## Руководители

### Руководители органов исполнительной власти

#### Глава Администрации Катайского района
- 1996—2000 — Косыгин Виталий Васильевич
- 2000—2004 — Вяткин Александр Анатольевич

#### Глава муниципального образования Катайского района
- 2004—2009 — Черных Валерий Владимирович
- октябрь 2009 — 13 ноября 2015 — Малышев Юрий Геннадьевич

#### Глава Катайского района
- 13 ноября 2015 — 27 июня 2019 — Малышев Юрий Геннадьевич, досрочно прекратил полномочия
- 27 июня 2019 — 6 июня 2023 — Морозов Глеб Михайлович (до 29.10.2019 — и. о. главы Катайского района)
- с 6 июня 2023 — Таранов Андрей Николаевич, председатель ликвидационной комиссии; юридическое лицо Администрация Катайского района (ИНН 4509000681) находится в стадии ликвидации.

#### Глава Катайского муниципального округа Курганской области
12 июля 2023 года зарегистрирована Администрация Катайского муниципального округа Курганской области (ИНН 4500009496) 
- с 12 июля 2023 — Морозов Глеб Михайлович

### Руководители органов законодательной власти

#### Председатель Собрания постоянных представителей Катайского района
Собрание постоянных представителей Катайского района (с 2004 года — Катайская районная Дума) было сформировано в 1996 году в соответствии с Законом Курганской области от 05 февраля 1996 года № 37 «О местном самоуправлении в Курганской области» и Законом Курганской области от 22 июля 1996 года № 67 «О выборах депутатов представительных органов местного самоуправления Курганской области». В соответствии с Уставом района были избраны 9 депутатов. 
- I созыв (выборы 24 ноября 1996 — 2000) — Косыгин Виталий Васильевич
- II созыв (выборы 26 ноября 2000 — 2004) — Вяткин Александр Анатольевич

#### Председатель Катайской районной Думы
В соответствии с Уставом района были избраны 15 депутатов.
- III созыв (выборы 28 ноября 2004 — 2010) — Меньшиков Виталий Васильевич
- IV созыв (выборы 14 марта 2010 — 2015) — Брагин Пётр Степанович
- V созыв (выборы 13 сентября 2015 — 2020)
  - 2015 — 27 июня 2019 — Нетёсов Сергей Александрович, досрочно прекратил полномочия
  - 27 июня 2019 — 2020 — Лебедев Вадим Анатольевич
- VI созыв (выборы 13 сентября 2020 — 2022) — Лебедев Вадим Анатольевич; с 30 мая 2023 года — председатель ликвидационной комиссии, юридическое лицо Катайская районная Дума (ИНН 4509005295) находится в стадии ликвидации.

#### Председатель Думы Катайского муниципального округа
5 июня 2023 года зарегистрирована Дума Катайского муниципального округа Курганской области (ИНН 4500008830)
- I созыв (выборы 23 апреля 2023 — 2028) — Лебедев Вадим Анатольевич

## Экономика
Основу экономики района составляет сельскохозяйственное производство. Самое значительное по объёму производимой сельхозпродукции предприятие района — СХК СПК «Шутихинский». Пищевая промышленность представлена ОАО «Молоко», Катайское потребительское общество. Успешно работает одно из крупнейших птицеводческих предприятий — ООО «Катайский гусеводческий комплекс». Градообразующим предприятием является АО «Катайский насосный завод», основанный в 1941 году и выпускающий  центробежные насосы для перекачивания воды, перегретой воды, конденсата, нефти и нефтепродуктов, сточных масс, сжиженных газов, химически активных и нейтральных жидкостей, трансформаторного масла, пищевых жидкостей. Катайское карьероуправление выпускает бутовый камень, щебень и гравий из природного камня.
Средства массовой информации.
В районе издаётся газета "Знамя" тиражом 5,5 тысяч экземпляров.
По утверждению шадринского краеведа С.Б. Борисова в 2000-е годы в селе Боровском Катайского района издавался "Боровской гусь" - информационный выпуск АП ЗАО «Боровское». Так, в 2005 году вышел 10-й выпуск тиражом 500 экз.

## Пресса
Газета «Знамя» выходит с 21 октября 1930 года. До 1954 года называлась «Голос колхозника». С 1963 года до марта 1966 года не издавалась.

## Известные жители
- Герои Советского Союза, родившийся на этой территории: А.Г. Анчугов (1923—1979), А.М. Ватагин (1912—1945), Ф.Н. Давыдов (1906—1984), М.В. Коновалов (1919—1944), К.М. Тушнолобов (1908—1983), М.А. Чистяков (1909—1992), М.С. Шумилов (1895—1975)
- Герои Социалистического Труда, родившиеся на этой территории: Е.И. Рогачёва (1913—1980), Е.А. Сарапульцев (1910—1993), К.Н. Чистяков (1928—2022)